# Benson Cherono
Benson Kipchumba Cherono (30 juni 1984) is een van origine Keniaanse atleet, die sinds 2007 voor Qatar uitkomt. Hij heeft zich gespecialiseerd in de lange afstand, met name de marathon. Hij schreef verschillende grote marathons op zijn naam.

## Loopbaan
In 2004 werd Cherono op de 25 km van Berlijn derde in 1:13.01 achter Paul Malakwen Kosgei (goud), die een wereldrecord liep en Luke Kibet (zilver), die in 2007 wereldkampioen op de marathon werd. In datzelfde jaar werd hij vijfde op de New York City Marathon.
In 2005 was Benson Cherono de snelste in de marathon van Peking, maar zette geen finishtijd op de klokken. Bij het naderen van het stadion, waar de eindstreep was getrokken, volgde Cherono een televisiewagen die een andere kant op ging. De organisatoren erkenden dat ze de Keniaan de juiste weg hadden moeten wijzen en riepen hem alsnog uit tot winnaar. Een jaar later verbeterde hij zijn persoonlijk record op de marathon van Milaan, door deze wedstrijd te winnen in 2:07.57.

## Persoonlijke record s
| Onderdeel      | Prestatie | Datum             | Plaats         |
| -------------- | --------- | ----------------- | -------------- |
| 10 km          | 27.59     | 6 januari 2004    | Punta del Este |
| halve marathon | 1:00.28   | 26 september 2004 | Udine          |
| 25 km          | 1:13.01   | 9 mei 2004        | Berlijn        |
| marathon       | 2:07.58   | 8 oktober 2006    | Milaan         |

## Palmares

### 5 km
- 2002:  Giro Podistico di Vipiteno - 13.57

### 10 km
- 2002:  Best Woman in Fiumicino - 29.16,5
- 2003:  Night Run in Parma - 28.57
- 2004:  Corrida Internacional de San Fernando in Punta del Este - 27.59
- 2005:  São Silvestre do Porto - 29.24

### halve marathon
- 2003:  halve marathon van Granollers - 1:03.25
- 2003:  halve marathon van Córdoba - 1:01.42
- 2004:  halve marathon van Udine - 1:00.28

### 25 km
- 2004:  25 km van Berlijn - 1:13.01

### marathon
- 2004: 5e New York City Marathon - 2:11.23
- 2005:  Boston Marathon - 2:12.48
- 2005:  marathon van San Diego - 2:10.01
- 2005:  marathon van Peking - 2:06.55 (verkeerd gelopen)
- 2006:  marathon van Los Angeles - 2:08.40
- 2006:  marathon van Milaan - 2:07.57
- 2007: 11e Londen Marathon - 2:18.55
- 2009: 8e marathon van Enschede - 2:18.12
- 2009:  marathon van Venetië - 2:10.19
- 2010: 7e marathon van Singapore - 2:16.10